# Mont Whymper (Frederick)
|  | No s'ha de confondre amb Mont Whymper (Edward). |

El mont Whymper, 1.539 msnm, és una muntanya de l'illa de Vancouver, a la Columbia Britànica, Canadà.
És el punt més alt de Canada situat al sud del paral·lel 49th, i està a prop de les capçaleres dels rius Chemainus River i South Nanaimo River, 14 quilòmetres al nord de Honeymoon Bay.
El seu nom és en honor del dibuixant i gravador anglès Frederick Whymper, per la seva participació com artista dibuixant en l'expedició d'exploració de l'illa de Vancouver ( Vancouver Island Exploring Expedition) de 1864 de Robert Brown.
Frederick Whymper era germà de l'alpinista i explorador Edward Whymper, conegut per ser el primer ascensionista del Cerví, als Alps suïssos, entre altres fites alpinístiques.
De manera confonedora, el seu germà Edward Whymper també té una muntanya amb el seu nom a les Rocoses canadenques, a l'àrea del pas de Vermilion a la Columbia Britànica. L'altre mont Whymper canadenc, té 2.844 msnm i se situa a les coordenades 51° 13′ 28″ N, 116° 05′ 55″ O / 51.22445°N,116.09861°O.